# 鲁日堡
鲁日堡（法語：Château-Rouge，法語發音：[ʃato ʁuʒ]，意为“红堡”；洛林法兰克语：Roudendroff；后二者意为“红村”）是法国摩泽尔省的一个市镇，属于福尔巴克-布莱摩泽尔区。

## 地理
鲁日堡（49°16'48"N, 6°35'49"E）面积4.32 平方千米，位于法国大東部大區摩泽尔省，该省份为法国东北部内陆省份，是洛林的一部分，西南接默尔特-摩泽尔省，东临下莱茵省，北与卢森堡和德国接壤。
与鲁日堡接壤的市镇（或旧市镇、城区）包括：埃南莱布宗维尔、布宗维尔、奥贝尔多尔、特龙博恩、维兰、沃尔夫兰-莱布宗维尔。
鲁日堡的时区为UTC+01:00、UTC+02:00（夏令时）。

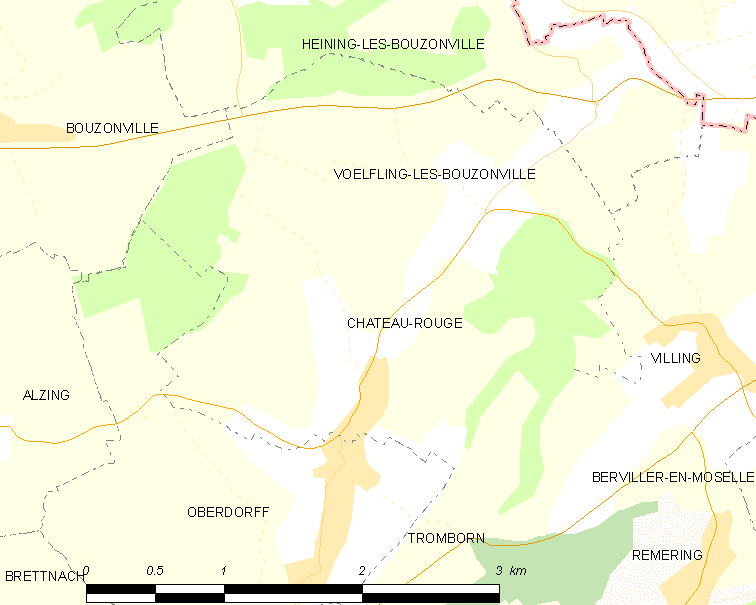
鲁日堡的OSM定位图

## 行政
鲁日堡的邮政编码为57320，INSEE市镇编码为57131。

## 政治
鲁日堡所属的省级选区为布宗维尔县。

## 人口

1962-2008年间鲁日堡人口变化图示

鲁日堡于2022年1月1日时的人口数量为297人。